# 심규철
심규철(沈揆喆, 1958년 3월 27일~)은 대한민국의 정치인이다. 16대 국회의원이다. 

## 학력
- 이수초등학교 졸업
- 영동중학교 졸업
- 서울고등학교 졸업
- 서울대학교 법학 학사

## 경력
- 제28회 사법시험 합격, 변호사
- 노근리사건 피해자측 자문변호사, 헌법재판소 국선대리인
- 21세기 전략아카데미 회장, 사단법인 농어촌사회연구소 이사
- 독립기념관 이사, 열린문사회복지센터 이사
- 한나라당 원내부총무, 한나라당 청년위원회 위원장
- 한나라당 법률지원단장
- 한나라당 충북도당 위원장
- 제17대 대선 충청북도 선거대책위원장
- 한나라당 제2사무부총장
- 한나라당 충북 보은ㆍ옥천ㆍ영동지구당 위원장
- 국회 법제사법위원회 위원ㆍ예산결산특별위원회 위원
- ~2017.02 새누리당 경기도당 군포 당원협의회 운영위원장
- 2017.02~2018.09 자유한국당 경기도당 군포 당원협의회 운영위원장
- 자유한국당 경기도당 법률자문위원회 부위원장
- 자유한국당 경기도당 당협조직본부 서부권본부장
- 자유한국당 남경필 경기도지사 후보 클린선거지원단장
- 자유한국당 군포갑 지역위원장
- 자유한국당 경기도당 정책개발본부 안전행정위원장
- 2018.12 : 자유한국당 경기도당 군포 당협위원장
- 2020.02 : 미래통합당 경기도당 군포 당협위원장
- 국민의힘 경기도당 군포 당협위원장
- 법무법인(유) 에이펙스 구성원변호사
- 2021.12~2022.01: 국민의힘 살리는 선거대책위원회 직능총괄본부 직능연대단 단장

## 역대 선거 결과
|  | 28.76% |

|  | 40.77% |

|  | 41.08% |

|  | 25.48% |

|  | 37.42% |

|  | 40.37% |

## 가족 관계
- 어머니: 진외순(~2022년 5월 1일)
- 형제동생: 심규영, 심규문, 심규숙